# 成都锦城学院
30°43′43″N 103°56′53″E / 30.72866°N 103.94812°E
成都锦城学院，是位于中国四川省成都市高新西区西源大道1号的一所民办普通高等学校，创建于2005年。

## 历史
2005年，成都锦城学院前身四川大学锦城学院成立。四川大学锦城学院是经中华人民共和国教育部批准成立的独立学院，由教育部直属重点大学四川大学申办，中外16家企业投资的全日制普通本科高等学校。
2021年5月17日，教育部发展规划司发布公示，拟同意该院转设为民办本科高校成都锦城学院。2021年6月，经主管部门批准，该校自当年高招起改以成都锦城学院名义招生。

## 校园文化

### 校园环境
成都锦城学院地处“天府之国”成都，位于成都知名企业聚集地的高新区。

### 图书馆
成都锦城学院图书馆藏纸质图书30万册、电子图书70万册，设有自然科学、工程技术阅览室、社会科学阅览室、教学参考书和信息技术室。

## 学院设置
1. 计算机与软件学院
2. 电子信息学院
3. 机械工程学院
4. 建筑学院
5. 土木与环境工程学院
6. 文学与传媒学院
7. 外国语学院
8. 工商管理学院
9. 财务会计学院
10. 金融学院
11. 艺术学院
12. 通识教育学院
13. 国际教育学院